# Polikarpov I-153
Polikarpov I-153 Čajka (někdy psáno i I-15ter; rusky Чайка, "racek") byl posledním stíhacím dvouplošníkem zkonstruovaným v Sovětském svazu. Jedná se o třetí verzi letounu I-15, což se odráží i v jeho názvu.

## Vývoj

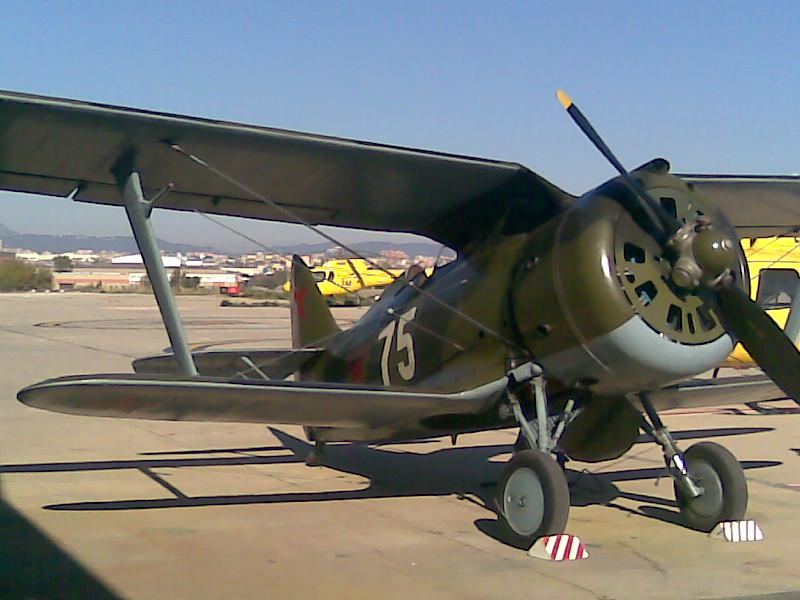
I-153P Čajka

Prototyp I-153 vznikl v roce 1938 a oproti dvojplošníku I-15 znamenal zřetelný kvalitativní posun. Stroj byl osazen motorem M-25V, však brzy již výkonnějším devítiválcem M-62 a posléze M-63 o výkonu 1100 k (820 kW). podvozek se sklápěl mechanicky směrem dozadu. I-153 byly vyzbrojeny čtyřmi synchronizovanými kulomety ŠKAS ráže 7,62 mm, letouny mohly nést pod křídly náklad pum o hmotnosti až 200 kg, případně podvěsit šest až osm neřízených raket typu RS-82. Sériová výroba započala na počátku roku 1939, od jarních měsíců byla letadla zaváděna do výzbroje Rudé armády. Piloti si I-153 oblíbili a říkali jim „Čajky“ (racci) podle lomeného horního křídla. Poslední verze z roku 1940 měly označení I-153BS a I-153P. První z nich byla vyzbrojena dvěma pevnými kulomety UBS ráže 12,7 mm, druhá dvěma kanóny ŠVAK ráže 20 mm.

## Bojové užití

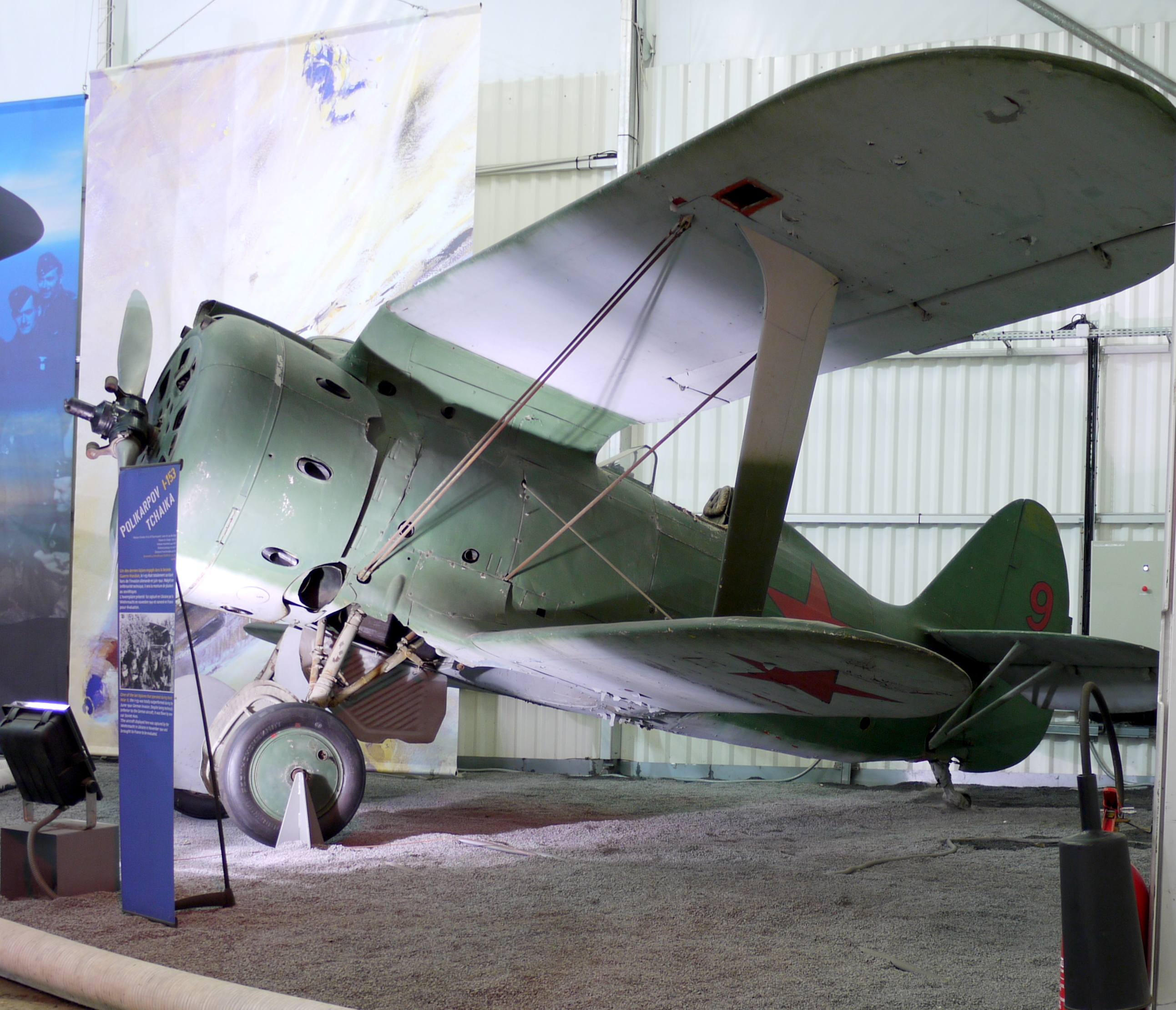
I-153 v Musée de l'Air et de l'Espace v Paříži

Letadla I-153 byla odesílána urychleně na Dálný východ, kde se odehrávaly sovětsko-japonské incidenty na hranici Mandžuska a Mongolska, které přerostly v létě 1939 v těžké boje u řeky Chalchyn. Pro Japonce bylo nasazení těchto letadel překvapením, protože ač byly na první pohled nerozeznatelné od I-15, dosahovaly překvapujících výkonů. I-153 zasáhly do války v zimě 1939 ve finsko-sovětské válce. Stroje bojovaly i proti Němcům ve Velké vlastenecké válce poměrně úspěšně. Na letouny Luftwaffe nestačily rychlostí, ale byly dobré v obratnosti, stoupavosti a snadné pilotáži, což jim přineslo úspěchy. I-153 sloužily v sovětské protivzdušné obraně až do roku 1944, ve finském letectvu dokonce až do léta 1945.
Dva letouny šlo také zavěsit pod křídla čtyřmotorového bombardéru TB-3. Pro případ, že by potřeboval ochranu v boji, mohl letouny odpojit a nechat se chránit.
Celkem bylo vyrobeno 3437 ks I-153.

## Specifikace

### Technické údaje
- Osádka: 1
- Rozpětí: 10,00 m
- Délka: 6,2 m
- Nosná plocha: 22,20 m²
- Hmotnost prázdného letounu: 1 437 kg
- Vzletová hmotnost: 1 860–2 010 kg
- Pohonná jednotka: 1 × hvězdicový motor M-62 o výkonu 746 kW, později M-63 o výkonu 820 kW.

### Výkony
- Maximální rychlost: 427 km/h
- Dostup: 10 700 m
- Dolet: 480 – 900 km

### Výzbroj
- 4 × kulomet ŠKAS ráže 7,62 mm
- 2 × 100kg letecká puma nebo 6–8 raket RS-82 ráže 82 mm na závěsnících pod křídlem.